# Лебеденко Іван Анатолійович
Іва́н Анато́лійович Лебеде́нко (20 липня 1976 — 25 січня 2015) — солдат Збройних Сил України, учасник російсько-української війни.

## Життєвий шлях
Закінчив Безсалівську ЗОШ, Хорольську автошколу, водій-механізатор. Пройшов строкову службу у Броварах, зв'язківець. Працював у господарствах «1 Травня», «Нове життя», «Мрія». Придбав трактора, орав людям городи, косив сіно, ремонтував трактори односельців. Одружився у зрілому віці, став справжнім батьком трьом дітям дружини від попереднього шлюбу, 2013-го в родини народилася ще одна дитина — син.
Мобілізований до лав ЗСУ 22 серпня 2014-го, солдат, 169-й навчальний центр Сухопутних військ. Наприкінці грудня 2014-го побував вдома в короткочасній відпустці.
25 січня 2015-го загинув поблизу села Піски — підірвався на фугасній міні.
Похований у селі Мехедівка. В останню дорогу Івана проводили кілька сотень людей, труну весь час несли на руках, священники молилися на кожному роздоріжжі.
Без Івана лишилися батьки, дружина, четверо дітей.

## Нагороди та вшанування
- Указом Президента України № 282/2015 від 23 травня 2015 року, «за особисту мужність і високий професіоналізм, виявлені у захисті державного суверенітету та територіальної цілісності України, вірність військовій присязі», нагороджений орденом «За мужність» III ступеня (посмертно)[1].
- В Безсалівській ЗОШ встановлено пам'ятну дошку його честі.
- Вшановується в меморіальному комплексі «Зала пам'яті», в щоденному ранковому церемоніалі 25 січня[2][3].